# TMG Racing
TMG Racing, anteriormente chamada de AMG Motorsport, é uma equipe brasileira de automobilismo sediada em Americana, São Paulo, que atualmente compete na Stock Car Pro Series e no Campeonato Brasileiro de Fórmula 4. Criada na final de 2003, a equipe se originou na antiga G5 Racing, dirigida por Affonso Giaffone, e com a participação dos sócios Maurício Matos, Edvaldo Zaghetti e Alex Gesell.
Em 2011, é anunciada a saída de Mauricio Matos, um dos sócios e líder da equipe, e a entrada de Thiago Meneghel para ocupar o posto de líder em 2012. Assim, a equipe passa a se chamar TMG Racing, nome utilizado até os dias atuais e comandado exclusivamente por Meneghel. A partir de 2017, a equipe contou com o apoio da Shell V-Power, com Átila Abreu e Ricardo Zonta. Esta parceria terminou no final da temporada de 2019. A partir de 2020, a equipe muda as cores da Stock Car e passa a ter uma parceria com a Blau Motorsport. A parceria durou até 2022, com a Blau unindo forças com a R.Mattheis Motorsport e a TMG se unindo à Lubrax Team para a temporada de 2023 da Stock Car por motivos de patrocínio.
A TMG se juntou à Endurance Brasil em 2018, sendo campeã de construtores logo em sua estreia na categoria. Em 2022, a TMG foi uma das quatro equipes a participar da temporada inaugural da F4 Brasil.
2024 foi um ano marcante para a TMG, que foi campeã de construtores da F4 Brasil pela primeira vez. A equipe também foi campeã de construtores da Stock Car Pro Series, com Rafael Suzuki e Felipe Massa. A dupla seguirá na equipe para 2025.

## Links externos
- Sítio oficial (em português)